# Ернест Џон Обиена
Ернест Џон Уј Обиена (кин: 蔡華強; пин: Ernest John Uy Obiena; Манила, 17. новембар 1995.) филипински је атлетичар који држи азијски рекорд у скоку мотком са висином од 6.00 метара, коју је прескочио на Светском првенству 2023. где је освојио сребрну медаљу. Обиена је актуелни шампион и рекордер (5,90 м) Азијских игара. Такође је двоструки бранилац титуле и актуелни рекордер (5,91 м) на Азијском првенству у атлетици. Такође је освојио златну медаљу на Универзијади 2019. одржаној у Напуљу.
Обиена је први Филипинац који је добио стипендију Светске Атлетике.

## Одрастање и образовање
Обиена је син Емерсона Обиене и Џанете Уј. Оба родитеља су се некада бавили атлетиком и обоје су кинеског филипинског порекла. Обиена је похађао кинеску филипинску школу током средњошколског образовања, а касније је уписао Универзитет Санто Томас на Филипинима.

## Каријера у скоку с мотком

### Почетак
Обиена је почео да тренира скок с мотком када је имао осам година. Његов отац, Емерсон Обиена, тренирао је Ернеста до његове 18. године. Ернест се такмичио и у тркама на 100 и 400 метара с препонама за своју средњу школу. Пошто није могао да се квалификује за регионалне митинге у тркама са препонама, одлучио је да се врати скоку с мотком када је био у последњим годинама средње школе, у покушају да обезбеди стипендију за факултет.

### Међународни успеси
Почетком 2014. Обиена је упознао Сергеја Бубку који је био у посети Филипинима. Првобитно је намеравао само да добије аутограм од Бубке, али је од њега сазнао за могућност да тренира у Италији. Исте године, Обиена је провео три месеца у Италији где је тренирао код Виталија Петрова, некадашњег тренера Сергеја Бубке.
20. јула 2014.Обиена је оборио национални рекорд у скоку с мотком прескочивши 5,01 метар. Претходни рекорд био је 5,00 метара Едварда Ласкета на Олимпијским играма 1992. у Барселони. Оборен је и јуниорски национални рекорд, пошто је Обиена у то време још увек имао 18 година. Претходни јуниорски рекорд био је 4,31 метар, постављен три године раније.
Током 2014. неколико пута обарао сопствени рекорд (5,05, 5,05, 5,15, 5,20, 5,21).
На Играма југоисточне Азије 2015. Обиена је освојио сребрну медаљу скоком од 5,25 метара.
Обиена је освојио злато у скоку мотком на Универзијади 2019. поставивши нови национални рекорд од 5,76 метара.
На Светском првенству 2019. није успео да се пласира у финале. Са прескочених 5,60 метара завршио је на 15. месту од 35 учесника. Такмичећи се на Олимпијским играма 2020. у Токију, Обиена је успео да се пласира у финале такмичења у скоку с мотком, али није освојио медаљу.
Обиена је поставио нови азијски рекорд у скоку с мотком од 5,93 на атлетском митингу Златни кров у Инзбруку 12. септембра 2021. Овај рекорд је надмашио 25. јула 2022. са висином од 5,94 метара на Светском првенству 2022. у Јуџину. Освојио је бронзану медаљу, поставши први Филипинац који је освојио медаљу на једном светском првенству у атлетици.
У јуну 2023. Обиена је први пут прескочио 6 метара и то на митингу у Бергену у Норвешкој. Био је у стању да постигне наведени подвиг због преласка на технику трчања залета у 20 корака уместо претходног приступа од 18 корака. Исту висину од 6.00 метара прескочио је 26. августа у финалу Светског првенства у Будимпешти 2023. када је освојио сребрну медаљу.
Такмичећи се на Олимпијским играма 2024. у Паризу, Обиена је завршио као четврти са прескочених 5,90 метара.

### Тренери
Обиена тренира код тренера Виталија Петрова од 2014. године. Обиенин тренерски тим, поред Петрова, чине још и Ернестов отац, Емерсон Обиена, ментор Џејмс Мајкл Лаферти, физиотерапеут Франческо Вискузи, остеопат Антонио Гуљета, нутрициониста Керол Лаферти и спортски психолог др Шерил Касуга.

## Међународна такмичења
| Година                  | Такмичење                   | Место                         | Позиција                | Дисциплина              | Резултат                | Белешка                 |
| Представљајући Филипине | Представљајући Филипине     | Представљајући Филипине       | Представљајући Филипине | Представљајући Филипине | Представљајући Филипине | Представљајући Филипине |
| ----------------------- | --------------------------- | ----------------------------- | ----------------------- | ----------------------- | ----------------------- | ----------------------- |
| 2016                    | Азијско првенство у дворани | Доха, Катар                   | 4.                      | Скок мотком             | 5.40 м                  |                         |
| 2017                    | Азијско првенство           | Бубанешвар, Индија            | 3.                      | Скок мотком             | 5.50 м                  |                         |
| 2018                    | Азијске игре                | Џакарта, Индонезија           | 7.                      | Скок мотком             | 5.30 м                  |                         |
| 2019                    | Азијско првенство           | Доха, Катар                   | 1.                      | Скок мотком             | 5.71 м                  |                         |
| 2019                    | Универзијада                | Напуљ, Италија                | 1.                      | Скок мотком             | 5.76 м                  |                         |
| 2019                    | Светско првенство           | Доха, Катар                   | 15.                     | Скок мотком             | 5.60 м                  |                         |
| 2021                    | Олимпијске игре             | Токио, Јапан                  | 11.                     | Скок мотком             | 5.70 м                  |                         |
| 2022                    | Светско првенство           | Јуџин, САД                    | 3.                      | Скок мотком             | 5.94 м                  |                         |
| 2022                    | Азијске игре                | Хангџоу, Кина                 | 1.                      | Скок мотком             | 5.90 м                  |                         |
| 2023                    | Азијско првенство           | Бангкок, Тајланд              | 1.                      | Скок мотком             | 5.91 м                  |                         |
| 2023                    | Светско првенство           | Будимпешта, Мађарска          | 2.                      | Скок мотком             | 6.00 м                  | АР                      |
| 2024                    | Светско првенство у дворани | Глазгов, Уједињено Краљевство | 9.                      | Скок мотком             | 5.65 м                  |                         |
| 2024                    | Олимпијске игре             | Париз, Француска              | 4.                      | Скок мотком             | 5.90 м                  |                         |